# Eupithecia chlorophora
Eupithecia chlorophora es una especie de polilla de la familia Geometridae. La especie fue descrita por primera vez por Charles Swinhoe habiendo sido descrita en 1895, con distribución endémica en las Montañas Khasi de India. Un sintipo fue descrito a poca distancia de Cherrapunji.

## Descripción
E. chlorophora es una polilla pequeña con una envergadura de 20 milímetros (0,8 plg). La cabeza y el tórax son pálidas, mientras que los palpos, el collar y la patagia entre las extremidades anteriores y posteriores es de color verde brillante. El abdomen es de color marrón grisáceo, con los mechones dorsales y los segmentos terminales mucho más oscuros.
 Las alas anteriores son de color marrón oliva con su tercio basal atravesado por varias líneas marrones ligeramente sinuosas y muy juntas. Las líneas más exteriores cursan en ángulo hacia afuera sobre una pequeña raya negra al final de la celda. La parte medial se caracteriza por un espacio corto y libre de líneas así como tres o cuatro líneas discales semidentadas curvadas hacia afuera y muy juntas, seguidas de una línea recurvada blanquecina sinuosa se extendía desde la vena 6 a la 3.: Notas 1  Luego cuenta con varias líneas pálidas indistintas cerca del margen. Las lúnulas marginales son negras, con cilios grises, y una banda marrón. Las alas traseras son un gris pálido, casi blanquecinas, con rastros de cuatro líneas que son más prominentes en la parte inferior. La parte inferior del ala es de un gris pálido uniforme; ambas alas cruzadas por muchas bandas grises más oscuras curvadas hacia afuera.

## Especies similares
Es una especie muy parecida a la Eupithecia synclinogramma y Eupithecia basiclora pero notablemente más verdosa. Se parece mucho también a la Eupithecia biviridata en que sus líneas son de color más marrón, especialmente a nivel de la base de su ala anterior. Además las líneas de sus alas posteriores son grisáceas, mientras que E. biviridata persisten de color verdosas.